# Hogna tantilla
Hogna tantilla este o specie de păianjeni din genul Hogna, familia Lycosidae. A fost descrisă pentru prima dată de Bryant, 1948. Conform Catalogue of Life specia Hogna tantilla nu are subspecii cunoscute.